# Methanocorpusculum
En taxonomía, Methanocorpusculum es un género de arqueas metanógenas dentro Methanocorpusculaceae. Las especies de Methanocorpusculum fue aisladas por primera vez de las aguas residuales de biodisgestores lodos de depuradora anaeróbicos.  En la naturaleza, viven en ambientes de agua dulce. A diferencia de muchas otras arqueas metanogénicas, no requieren altas temperaturas o concentraciones de sal extremas para vivir y crecer.

## Nomenclatura
El nombre Methanocorpusculum tiene raíces latinos. Significa partículas que producen metano.

## Descripción y metabolismo
Las células de esta especie son cocos pequeños irregulares.  Son Gram-negativas y no muy móviles.  Reducen el dióxido de carbono en metano usando hidrógeno, pero también pueden usar formiato o alcoholes secundarios. No pueden usar acetato ni metilaminas.  Crecen más rápido a temperaturas de 30–40 °C.

## Otras lecturas

### Revistas científicas
- Zellner G; Stackebrandt E; Messner P; Tindall BJ et al. (1989). «Methanocorpusculaceae fam. nov., represented by Methanocorpusculum parvum, Methanocorpusculum sinense spec. nov. and Methanocorpusculum bavaricum spec. nov». Arch. Microbiol. 151 (5): 381-390. PMID 2742452. doi:10.1007/BF00416595.
- Xun L; Boone DR; Mah RA (1989). «Deoxyribonucleic acid hybridization study of Methanogenium and Methanocorpusculum species, emendation of the genus Methanocorpusculum, and transfer of Methanogenium aggregans to the genus Methanocorpusculum as Methanocorpusculum aggregans comb. nov». Int. J. Syst. Bacteriol. 39: 109-111. doi:10.1099/00207713-39-2-109.
- Zellner G; Alten C; Stackebrandt E; Conway De Macario E et al. (1987). «Isolation and characterization of Methanocorpusculum parvum gen. nov., spec. nov., a new tungsten requiring, coccoid methanogen». Arch. Microbiol. 147: 13-20. doi:10.1007/BF00492898.

### Bases de datos científicos
- PubMed
- PubMed Central
- Google Scholar